# Альгодре
Альгодре (ісп. Algodre) — муніципалітет в Іспанії, у складі автономної спільноти Кастилія-і-Леон, у провінції Самора. Населення — 181 особа (2010).
Муніципалітет розташований на відстані близько 200 км на північний захід від Мадрида, 13 км на північний схід від Самори.

## Демографія
Динаміка населення (INE ):